# Castro de Cividad (Angostina)
El Castro de Cividad es una construcción de la Edad del Hierro, en el concejo de Angostina, en el término municipal de Bernedo. 

## Localización
La primera prueba de la existencia del recinto murado se tiene en fotografías aéreas realizadas por los vuelos americanos de 1945 que dan la pista del recorrido de su muralla a lo largo de los años. La primera mención como yacimiento arqueológico está en la Carta Arqueológica de Alava I.  En ella se registra con el número 3.515 y se le denomina «poblado fortificado» y que aún «quedan restos de una potente muralla, que en la actualidad esta derruida». También informa que se realizaron sondeos arqueológicos de tipo estratigráfico, que dieron con el hallazgo de varios materiales de la Edad del Hierro, entre ellos un fragmento de molino y varios fragmentos cerámicos realizados a mano. Por último cataloga el lugar como en estado regular de conservación.
El recorrido de acceso deja a las puertas de la muralla derrumbada y sobre ella será el camino más fácil por el que visitar el lugar. La misma tiene una longitud de cerca de 500 metros, una anchura en derrumbe de entre 3 y 5 metros según la zona y una altura media de no más de 50/60 cm. En origen el recinto defensivo tendría un altura cercana a los 4 metros, complementaría con una empalizada de madera que la haría más alta y una anchura de 3 metros, con piedras grandes en las caras interna y externa y rellena de cascotes más menudos para dotarla de consistencia y refuerzo. El recinto útil del poblado se acerca a los 70.000m2 hasta los límites impuestos por los barrancos.
El poblado formaría parte de una red de castros fortificados de las tribus fronterizas de vardulos y berones que controlaban y vigilaban los valles y pasos a través de la montaña alavesa y navarra. En las cercanías tenemos el Portillo La Caseta en San Román de Campezo (Alava) y el de Peñaonchada en Cabredo (Navarra).

## Historia
Este castro fue construido probablemente a principios de la Edad del Hierro, siglo IX a. C., y el modo de vida local perduraría hasta la romanización de esta zona.Los restos de la influencia romanizadora han quedado reflejados en las proximidades de Cividad donde, en la ermita de San Bartolomé, se pueden ver algunas lápidas romanas embutidas en sus paredes.
En catas realizadas en los años 80 del siglo XX encontraron material de la Edad del Hierro. El propio topónimo de Cividad da a entender que pudo ser romano o que pudo funcionar a la vez, con la población de Angostina. En excavaciones arqueológicas de 2024 se continuó con la labor de definir la superficie del yacimiento y las diferentes fases que pudo haber.